# NGC 2211
NGC 2211 is een lensvormig sterrenstelsel in het sterrenbeeld Grote Hond. Het hemelobject werd in 1886 ontdekt door de Amerikaanse astronoom Francis Preserved Leavenworth.

## Synoniemen
- ESO 556-13
- MCG -3-16-21
- PGC 18794